# 金华学派
金华学派，中国南宋重要的儒家学派（哲学学派），其代表人物是金华人（今浙江金华）南宋哲学家吕祖谦。金华学派在当时思想界有较大影响，为浙东学派先声之一。

## 学术主张
金华学派以吕祖谦为代表，时外“力主抗金”，内改革弊政。为学提倡“明理躬行”，治经史目的是“致用”。金华学派也是“经世致用”一路，反对空谈阴阳性命。
吕祖谦生前力图调和朱熹学派和陆九渊学派间的矛盾，收效甚微。
吕祖谦之学与“二陈”（陈傅良、陈亮）之学有较大的相似性。

## 代表人物
- 吕祖谦